# نشانه‌ها (مجموعه تلویزیونی)
نشانه‌ها (لهستانی: Znaki) یک مجموعهٔ تلویزیونی جنایی و دلهره‌آور لهستانی است که در سال ۲۰۱۸ منتشر شد.

## گزیدهٔ بازیگران
- هلنا سویتسکا
- میخاو چرنتسکی
- پائولینا گاوونسکا
- رافائو چیه‌شینسکی
- زبیگنیف استرئی
- باربارا ویپیخ
- اِوا یاکوبوویچ
- آندژی ماستالِـش
- آندژی کونوپکا
- ماوگوژاتا هایفسکا-کشیشتوفیک
- دوبرومیر دیمتسکی